# بوزانو
بوزانو بلدية في ولاية ريو غراندي دو سول في المنطقة الجنوبية من البرازيل.